# Stade Jean-Bouin (Paris)
Pour les articles homonymes, voir Stade Jean-Bouin.
Le stade Jean-Bouin est un stade inauguré en 1928 et situé dans le 16e arrondissement de Paris. Il est principalement destiné à la pratique du rugby à XV et du football. Sa capacité actuelle est de 19 607 places. Le stade est baptisé en hommage au coureur français Jean Bouin, mort pour la France lors de la Première Guerre mondiale. Le stade est situé à proximité directe du Parc des Princes.

## Histoire

### 1925: construction de la première enceinte
En 1925, les terrains de l'avenue du Général-Sarrail sont aménagés par le CASG Paris ; ils quittent ainsi l'ancien stade Jean-Bouin à proximité des serres de Paris et de l'actuel stade Roland-Garros, construit à la suite de cette concession durant l'hiver 1927-1928 afin d'accueillir la finale de la Coupe Davis 1928. Les nouvelles installations, plus au sud, conservent alors leur appellation de stade Jean-Bouin en usage depuis 1916.
Le stade est rénové en 1968.
En 1975 un gymnase lui avait été adjoint, ainsi qu'un terrain de hockey sur gazon en 1982. Il dispose de quinze courts de tennis dont dix en terre battue. Sa capacité est alors de 12 000 places.

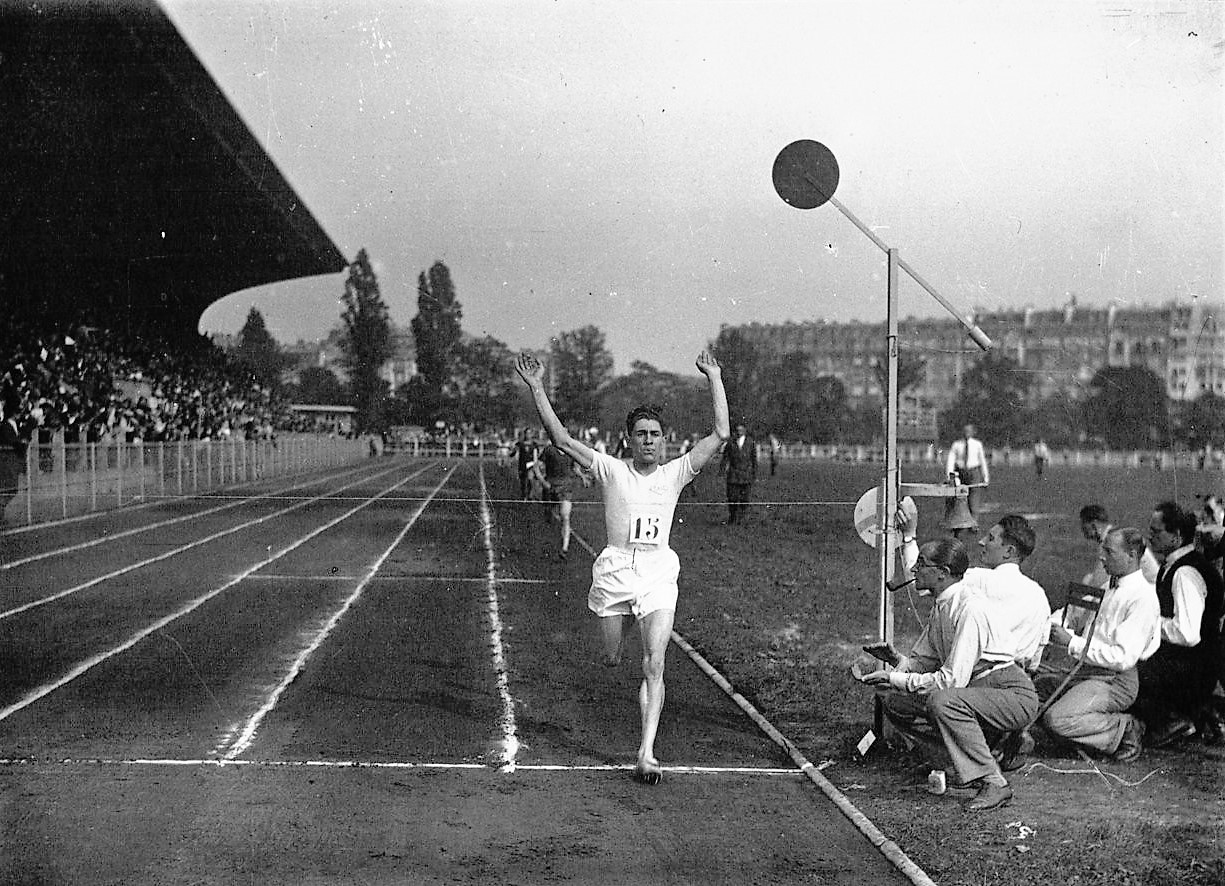
Athlétisme et arrivée du 800 m au stade Jean Bouin en 1929.
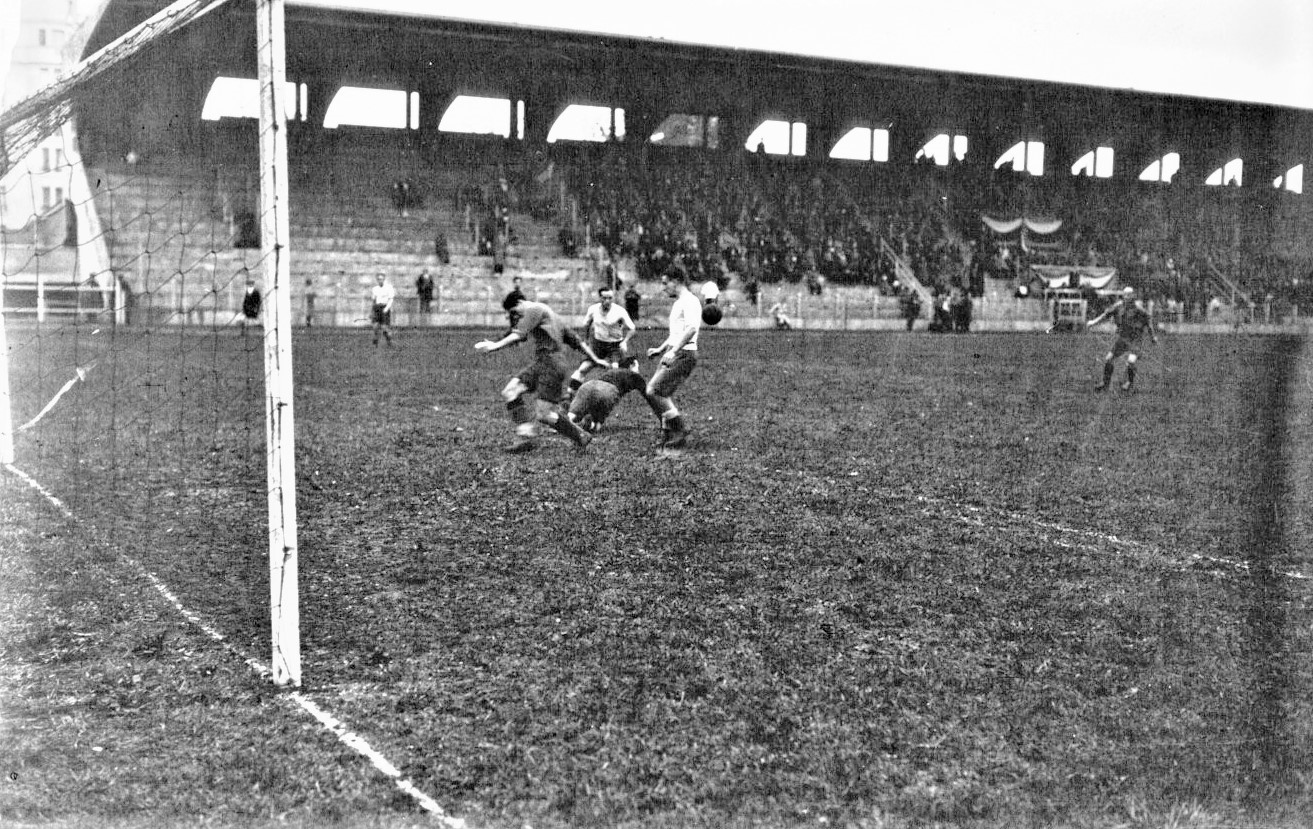
Match de football au stade Jean Bouin de Paris en 1932.
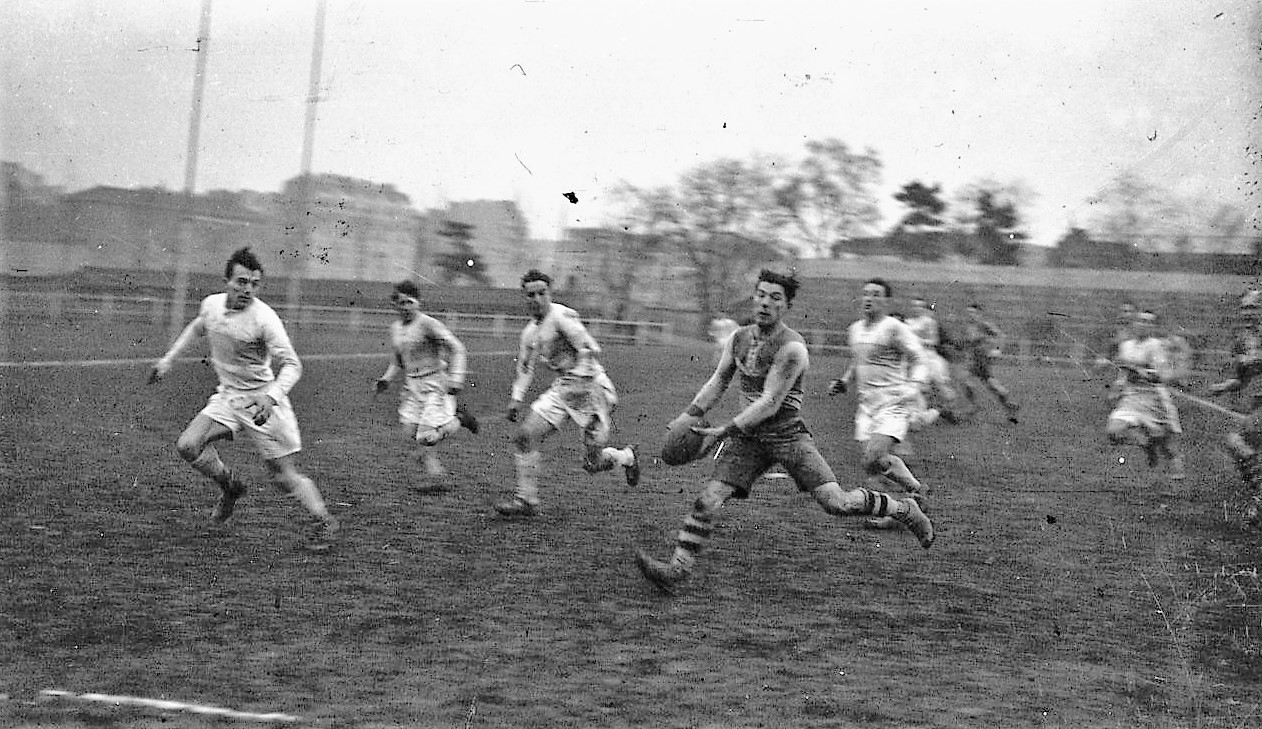
Un match de rugby de l'équipe parisienne du CASG au stade Jean Bouin de Paris en 1933. Au fond à droite derrière les joueurs, on peut apercevoir l'ancien stade-vélodrome du Parc des Princes.

### Reconstruction de 2010 à 2013

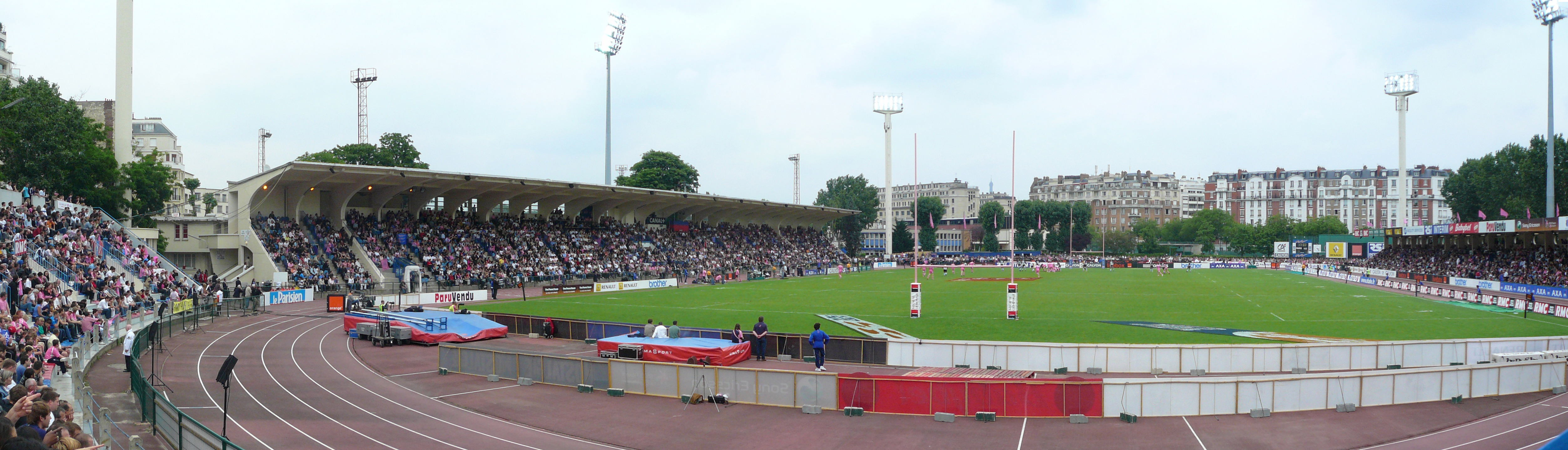
Stade français-Castres olympique au stade Jean-Bouin, en 2008.

Un projet de rénovation du stade faisait partie du dossier de candidature de Paris aux Jeux olympiques d'été de 2012, afin de faire de l'enceinte le lieu des rencontres de hockey sur gazon. Il était entendu que ce projet de rénovation était maintenu malgré l'échec de la candidature, mais il fallut près de deux années supplémentaires pour que le conseil municipal de Paris accepte enfin le projet, le 12 février 2007, par 80 voix contre 59. Ce projet est notablement différent du projet initial de Paris 2012 et prévoit en particulier la création d'un parking souterrain de 500 places (dont 100 réservées aux riverains), de 8 000 m2 de commerce dont une brasserie et boutique du club résident, 850 m2 de bureaux et la mise en conformité des infrastructures d'un stade de 20 000 places avec les règles d'homologation de la Fédération française de rugby et la Fédération française de football. Afin d'assurer une proximité des spectateurs avec l'aire de jeu, la piste d'athlétisme sera « transférée » et accessible à des centaines de scolaires voisins du stade, sur les « pelouses d'Auteuil » (à l'intérieur de l'hippodrome d'Auteuil). Le terrain de hockey sur gazon, à l'époque non homologué et sans gazon, déplacé pour permettre la construction de quatre terrains de tennis, sera également restitué sur les pelouses d'Auteuil, homologué par la section de hockey sur gazon (de niveau national) du Paris Jean-Bouin, association utilisatrice du stade Jean-Bouin jusqu'en janvier 2010. Finalement, 35 000 m2 (sur 57 000 m2) de l'ancien stade seront détruits pour faire place à un stade de rugby à usage professionnel et à plusieurs cellules commerciales. Aucune rénovation de la partie restante du stade Jean-Bouin (gymnase de 1975 avec deux salles d'arts martiaux et de gymnastique, tennis et club house) n'est prévue par la ville de Paris.
La transformation rencontre une forte opposition locale, rassemblée dans un collectif de Boulonnais et de riverains du 16e arrondissement, notamment mené par les députés-maires UMP du 16e arrondissement et de la ville de Boulogne, Claude Goasguen et Pierre-Christophe Baguet, par les riverains qui sont également ceux du Parc des Princes et par l'association du Paris Jean-Bouin, dont la concession renouvelée par la ville de Paris le 11 août 2004 pour 20 ans a été résiliée par la ville de Paris le 19 janvier 2009. Sont évoqués par les opposants : la destruction d'un élégant stade Art déco qui pouvait être réaménagé, la forte intrusion visuelle du nouveau stade massif et opaque, le déplacement très malcommode des activités sportives des scolaires (traversée de l'immense porte d'Auteuil puis d'une partie de l'hippodrome) et la fin d'un grand club d'athlétisme, le C.A.S.G., définitivement privé d'installations dignes de cette discipline.
À l'inverse, un collectif de soutien s'est également formé pour porter ce projet qui offre à une équipe de rugby professionnelle évoluant dans l'élite du sport national et européen, un outil digne de ses ambitions.

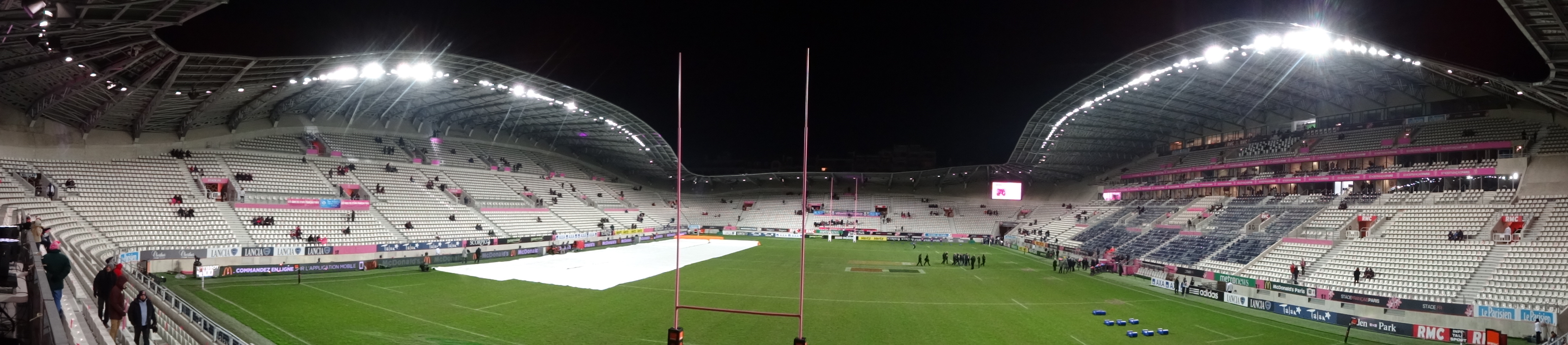
Panoramique du nouveau Jean-Bouin (28 décembre 2014).

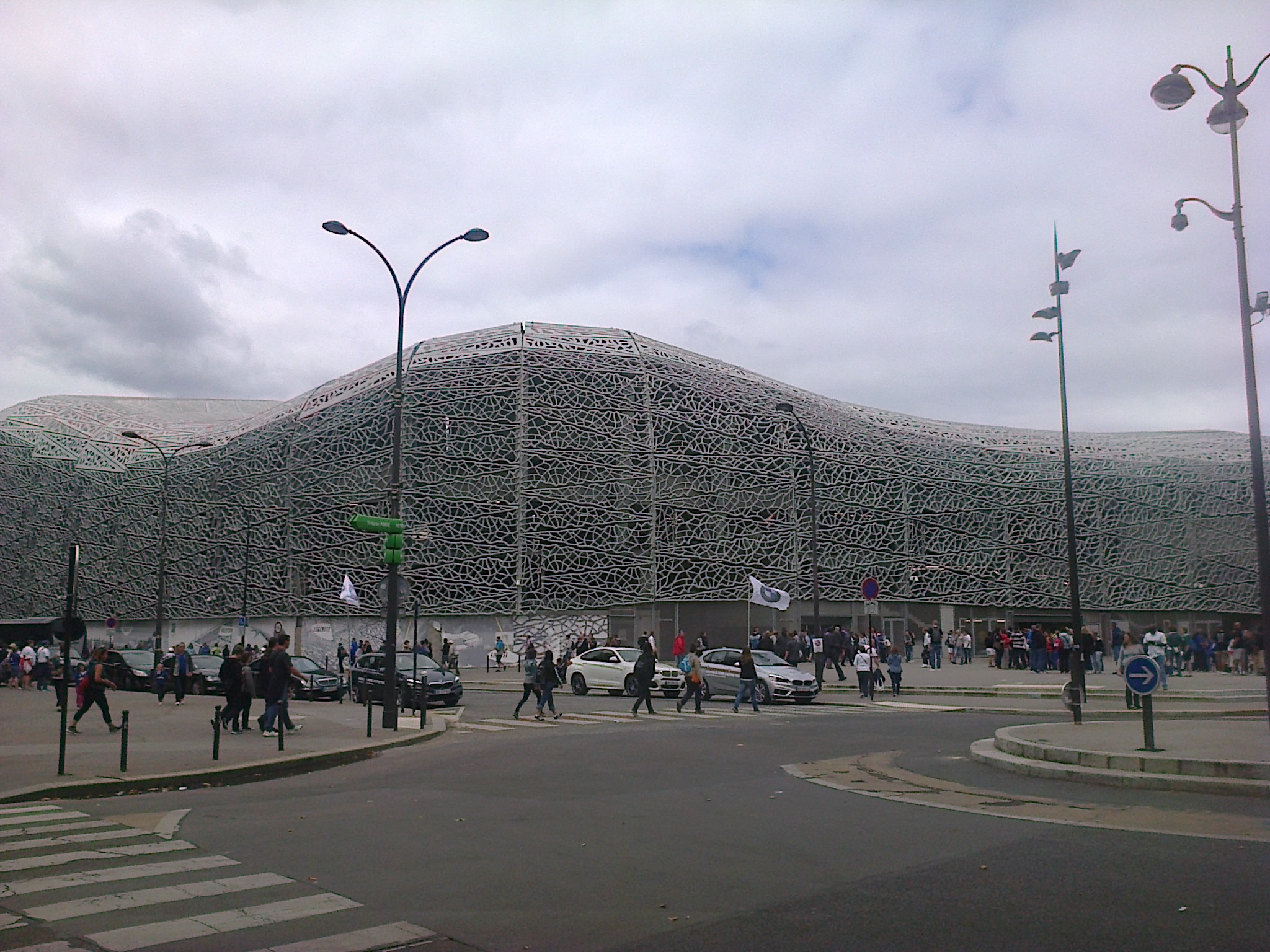
Vue extérieure du nouveau stade Jean-Bouin et de la rue Claude-Farrère depuis l'avenue du Parc des Princes en 2014.

Le 8 novembre 2007, le projet de Rudy Ricciotti (grand prix national d'architecture 2006) est retenu par le jury désigné par la ville de Paris.
Le projet architectural s’articule autour de la couverture qui englobe de manière homogène l’ensemble du stade en se retournant en façade du déambulatoire périphérique. Cette peau est composée de plus de 3000 triangles différents préfabriqués en BFUP (Béton Fibré Ultra Performant) installés sur 78 fléaux métalliques dont les plus grands dépassent 40m de porte-à-faux. Les panneaux en façade sont ouverts, ceux en toiture voient leurs alvéoles fermées par l’inclusion de pastilles de verre afin de protéger les spectateurs des intempéries et les riverains des désagréments acoustiques. Ce procédé unique[réf. nécessaire] fit alors l’objet d’études d’ingénierie de pointe certifiées par plusieurs ATEx (Appréciation Technique Expérimentale) délivrées par le CSTB, et conduisit au titre de plus grande couverture en béton fibré du monde et à une première place aux World Concrete Awards ACI Excellence dans la catégorie « béton décoratif ».
La tribune sur l’avenue du Général-Sarrail est suspendue au-dessus du boulevard périphérique souterrain. Ceci permet sa stabilité et l’évacuation du public qu’elle accueille même si le tunnel s’effondre en dessous.
La capacité assise du stade sera portée à 20 000 places assises (précisément), toutes couvertes. Le stade comprend en outre 51 loges, un salon de réception, un secteur administratif accueillant le personnel du Stade français, un pôle sportif réservé aux joueurs professionnels et composé d’une salle de musculation sur deux niveaux, d’un espace de balnéothérapie et d’un gymnase en sous-sol, une tribune de presse avec une salle de rédaction, un studio d’interview et une salle de conférences associés, un parking de 500 places en infrastructure et plusieurs cellules commerciales. Une enquête publique est menée par la Mairie de Paris à la fin de l'année 2009 afin de pouvoir présenter aux riverains et aux différents acteurs locaux le projet du nouveau stade Jean-Bouin, mais également le projet d'aménagement du quartier Auteuil. Malgré les oppositions et les recours judiciaires les travaux débutent à l'été 2010. L’enceinte rénovée est inaugurée le 31 août 2013 à l’occasion d’un match de championnat victorieux contre le Biarritz olympique. Le coût prévisionnel est de 110 millions d’euros. Le stade est composé de la tribune « Présidentielle », la « Paris », la « Parc des Princes » et la « Gilardi ».

## Utilisation du stade
Le stade Jean-Bouin sert d'enceinte sportive au Stade français Paris rugby, club de rugby à XV évoluant dans le Top 14. L'ancien stade était également utilisé pour la pratique de l'athlétisme jusqu'en 2010 et a accueilli notamment le meeting d'athlétisme de Paris jusqu'au début des années 1990. Le 13 juillet 1985, le perchiste ukrainien (soviétique à l'époque) Sergueï Bubka bat le record du monde en passant la barre mythique des 6 mètres,.
Le stade est également utilisé de 1983 à 1993 pour accueillir quelques finales du championnat de France de football américain de DI (Casque d'Or).
Lors de la saison 2016-2017, le club de football du Red Star FC y joue ses rencontres à domicile à la suite d'une convention signée entre le club audonien, la ville de Paris, propriétaire de l'enceinte et le conseil départemental de Seine-Saint-Denis. Le club retourne au stade Bauer de Saint-Ouen la saison suivante, après sa relégation en National.
À partir de 2018, la section féminine du Paris Saint-Germain y joue l'ensemble de ses matchs de football à domicile. À partir de 2020, elles retournent jouer principalement au camp des Loges puis au nouveau campus du Paris-Saint-Germain et n'évoluent au stade Jean-Bouin qu'exceptionnellement.
Le 4 août 2018 y a lieu la cérémonie d'ouverture des Gay Games 2018, avec un spectacle intitulé Coming Out, écrit et mis en scène par Rodolph Nasillski.
À l’été 2019, le Stade français Paris rugby récupère la gestion du stade Jean-Bouin. Celui-ci est doté d’une nouvelle pelouse synthétique, ce qui permet aux rugbymen de s’y entraîner en toutes circonstances. L'organisation de l'enceinte est alors principalement axée autour de cette équipe de rugby.
Le FC Versailles 78, promu en National en 2022, choisit l'enceinte comme stade principal, leur stade principal le stade Montbauron qu'ils occupaient ne disposant pas d'un éclairage aux normes requises en National,. Sauf quelques délocalisations, le club reste résident jusqu'au début de l'année 2025 lorsqu'il décide de quitter l'enceinte pour finir la saison au stade Walter Luzi de Chambly.
En novembre 2022, le stade Jean-Bouin accueille une rencontre entre streamers français et espagnols qui est visualisée 1,1 million de fois sur Twitch.
À l'été 2023, la nouvelle franchise de football américain des Mousquetaires de Paris évoluant en European League of Football (ELF), prend ses quartiers dans le stade pour y disputer ses matchs à domicile, la saison 2023 se déroulant de juin à septembre. L'utilisation du stade par la franchise est reconduite pour la saison 2024.
Lors de la candidature de Paris pour l'organisation des Jeux olympiques d'été de 2024, le stade est initialement prévu pour organiser les tournois de rugby à sept mais le Stade de France lui est finalement préféré lors de l'annonce de la liste des sites définitive en 2020. Durant les Jeux olympiques d'été de 2024 et les Jeux paralympiques d'été de 2024, il est finalement la « Maison de l'équipe d'Allemagne ». La confédération olympique et sportive allemande et le comité paralympique allemand y installe son centre médiatique et festif.
Le 14 mars 2025, un match du Tournoi des Six Nations des moins de 20 ans 2025 oppose l'équipe de France à celle de l'Écosse (45 - 40).
Le 12 février 2025, le Paris FC et le Stade français Paris rugby actent un accord afin que le club de football nouvellement acquis par la famille Arnault et le consortium Red Bull puisse évoluer dans une enceinte plus adaptée au football professionnel, actif à partir de la saison 2025-2026, à minima jusqu'à 2029. Durant l'été 2025, la pelouse synthétique est remplacée par une pelouse hybride, le synthétique étant interdit pour les championnats de L1 et L2. Le premier match du Paris FC dans le stade a lieu le 30 août 2025 contre le FC Metz.

## Galerie

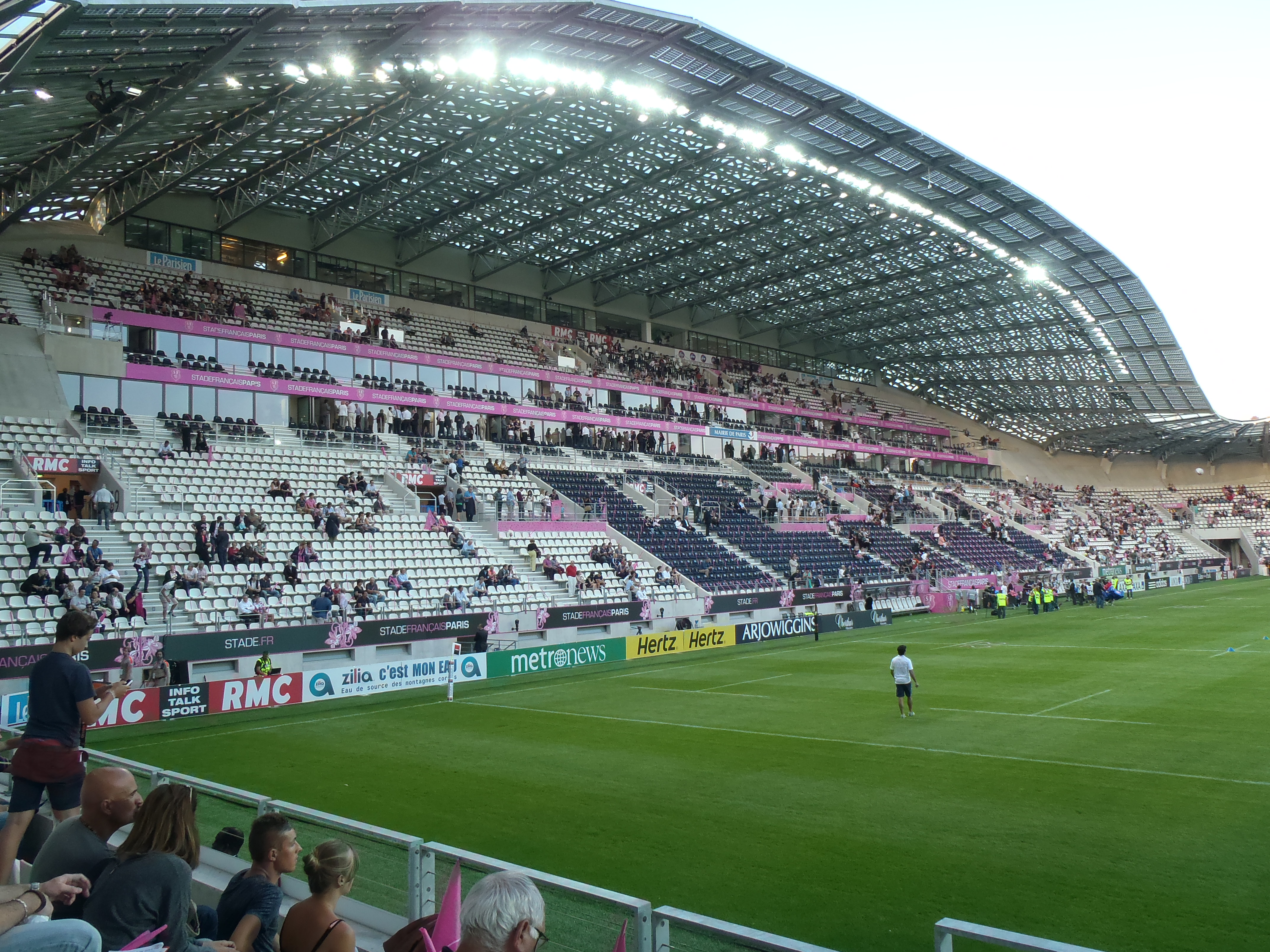
La tribune présidentielle du stade.
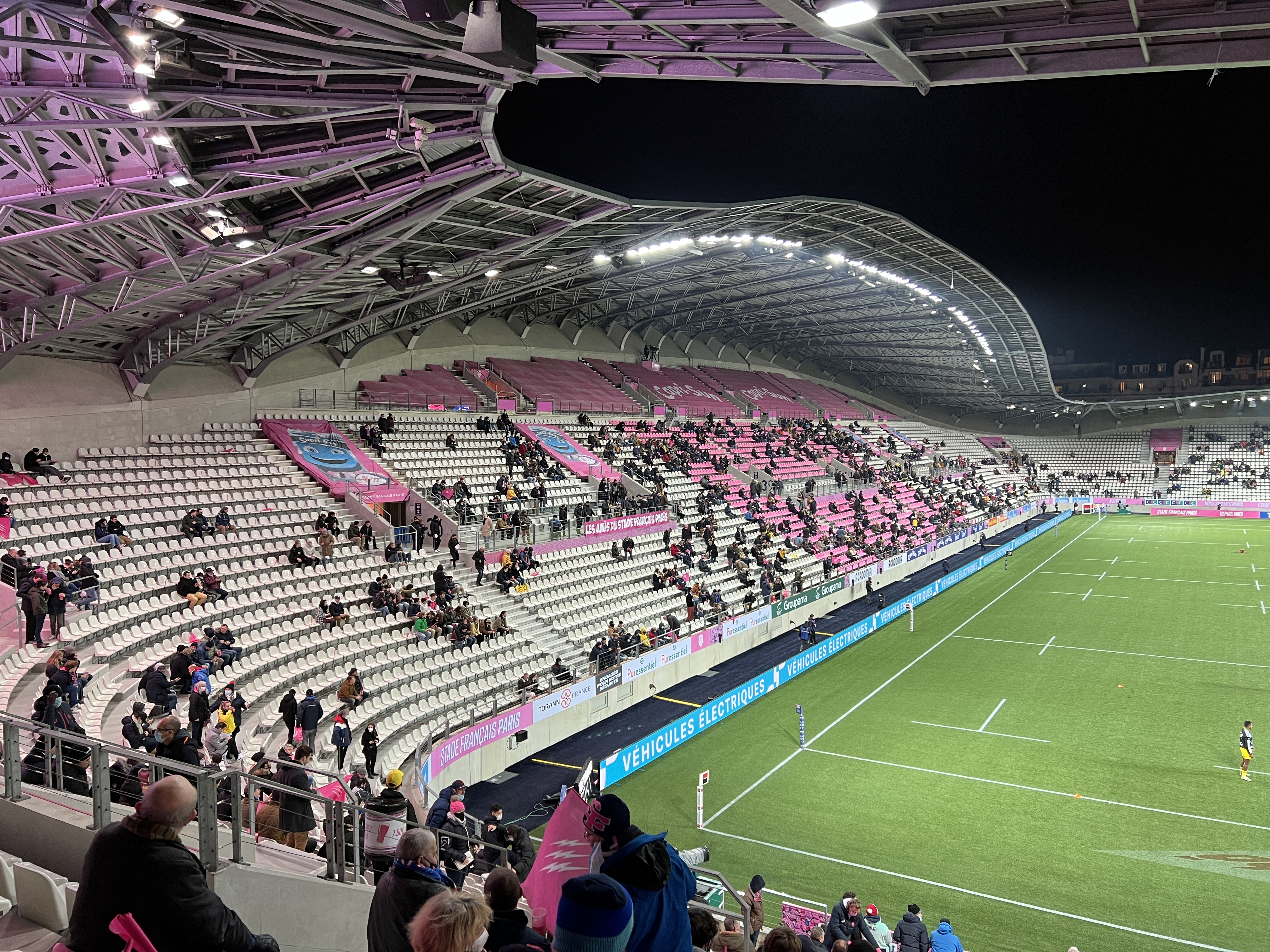
La tribune Paris face à la tribune présidentielle.
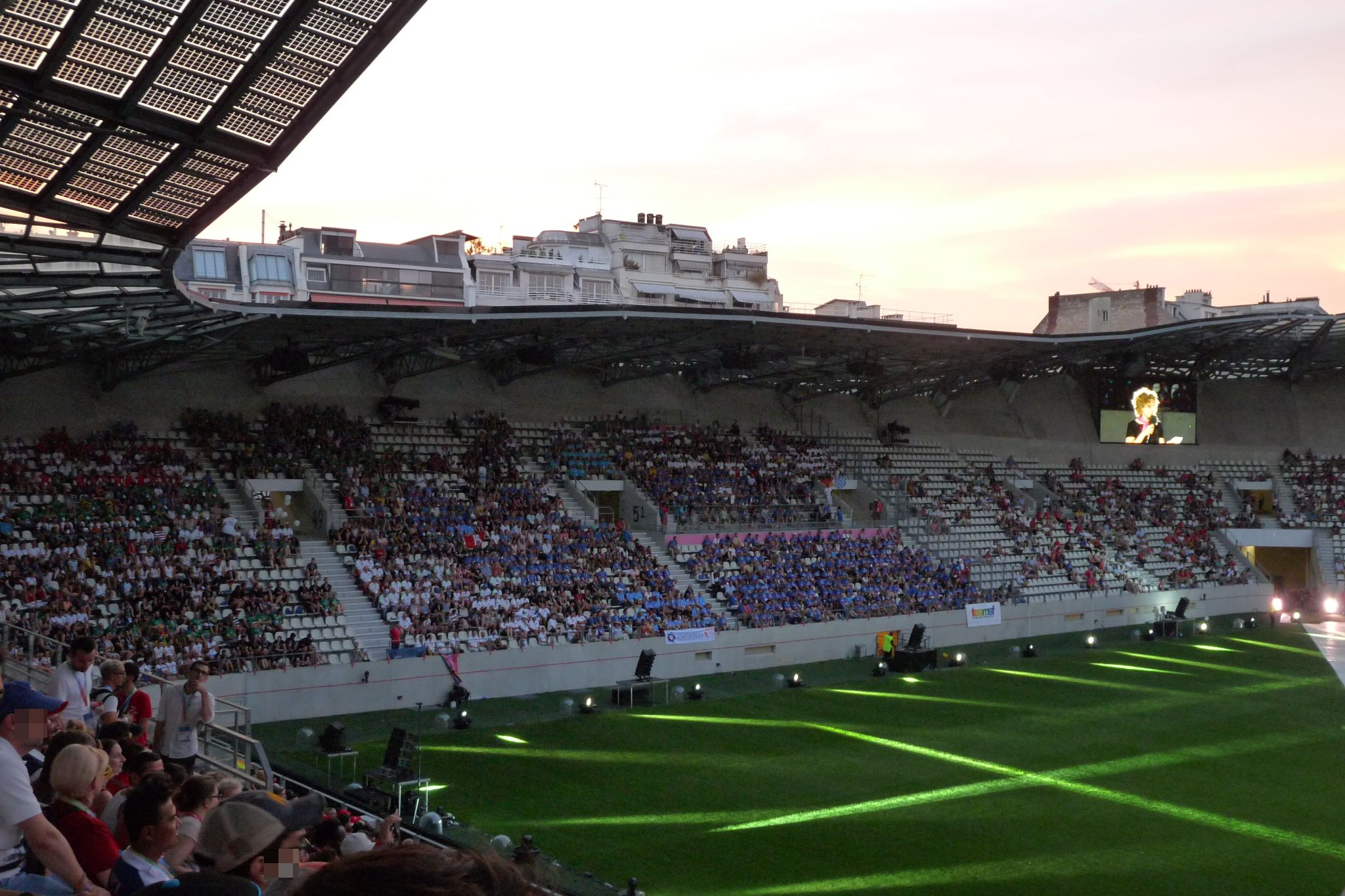
Une des deux tribunes situées derrière les buts.
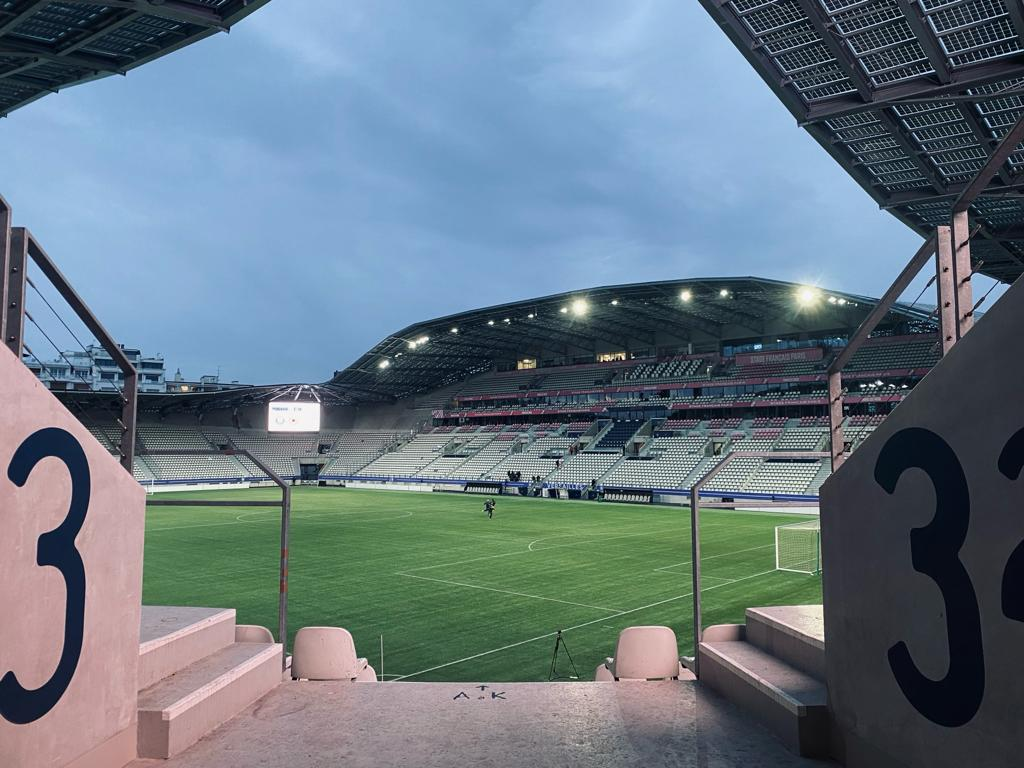
Vue d'un quart de virage sur la Présidentielle.
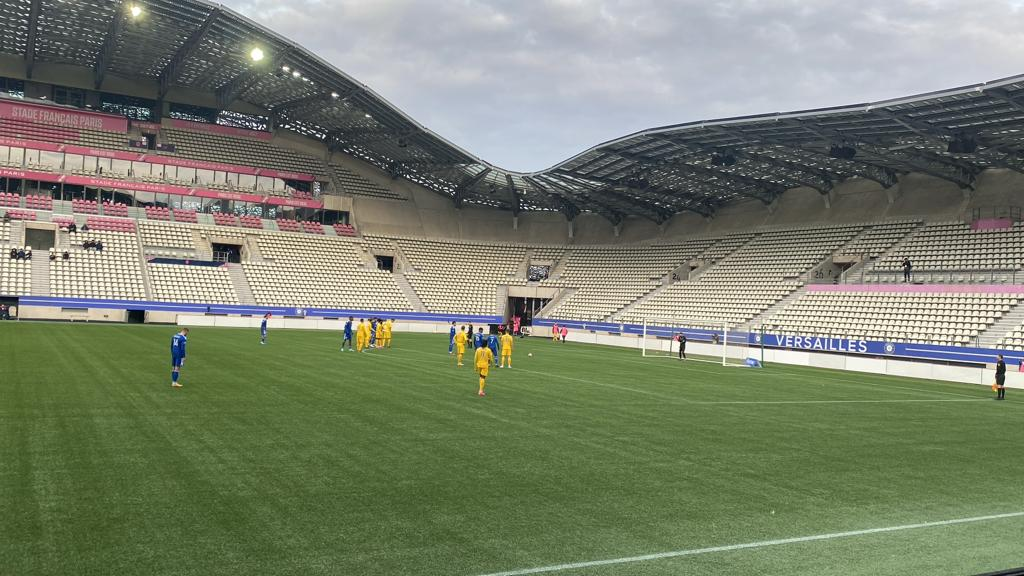
Lors d'un match entre le  FC Versailles et Epinal.
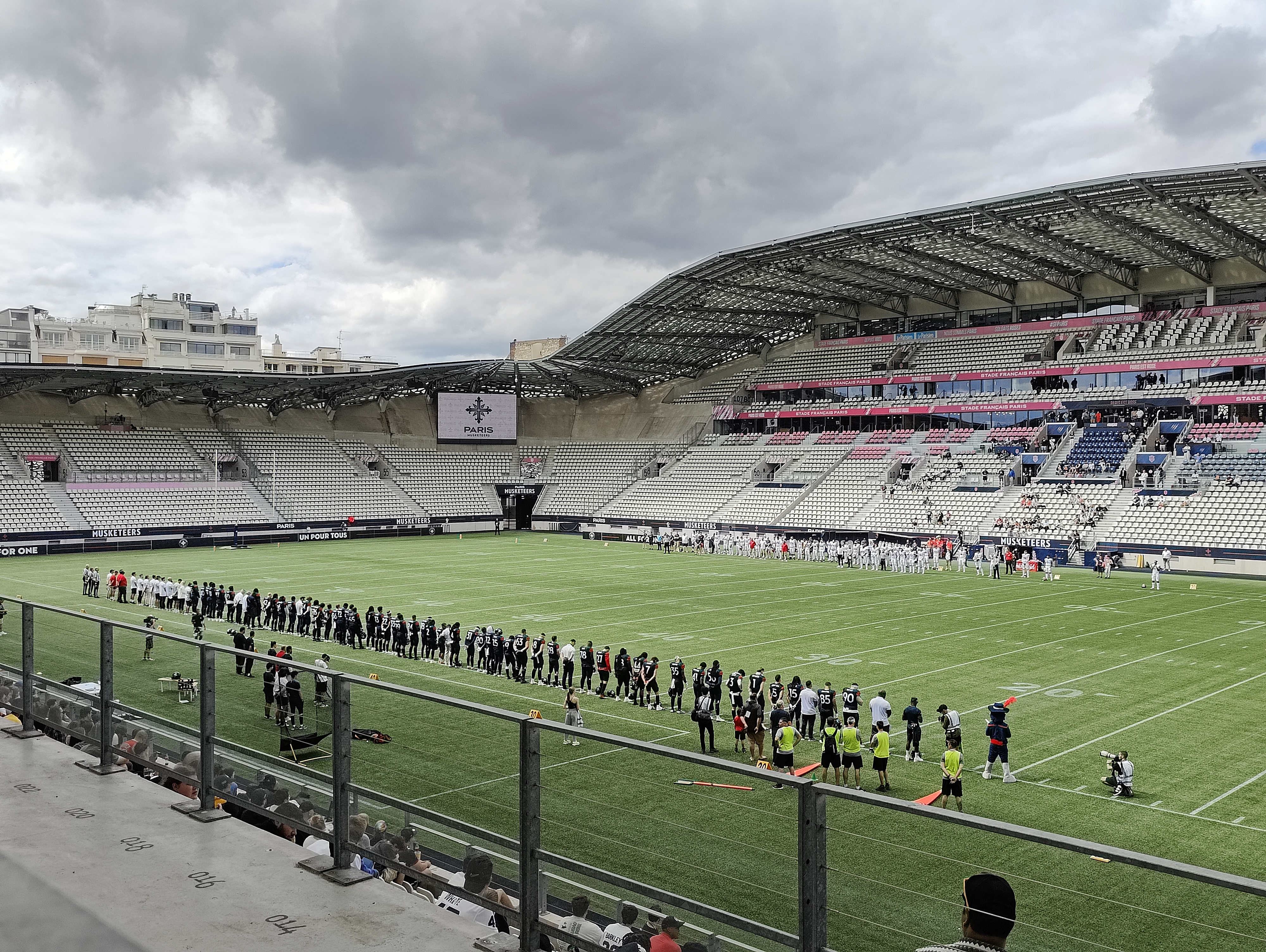
En configuration football américain entre les Mousquetaires de Paris et les Hambourg Sea Devils.

## Évènements
- Championnat du monde masculin de handball à onze 1948[23]
- Championnats de France d'athlétisme en 1950, 1951 et 1967
- Finale du championnat de France de football américain de 1983 à 1993
- Challenge Jean-Bouin de 1985 à 1995
- Étape française de la série mondiale de rugby à sept : tournoi masculin en 2005 et de 2016 à 2019, tournoi féminin en 2018
- Phase finale de la Coupe du monde féminine de rugby à XV 2014
- Cérémonie d’ouverture des Gay Games 2018
- Eleven All Stars, match de football France-Espagne en 2022